# Euploea niewenhuisi
Euploea niewenhuisi är en fjärilsart som beskrevs av Gustaaf Hulstaert och Wytsman 1931. Euploea niewenhuisi ingår i släktet Euploea och familjen praktfjärilar. Inga underarter finns listade i Catalogue of Life.